# Subhi al-Tufayli
Subhi al-Tufayli (àrab: صبحي الطفيلي, Ṣubḥī aṭ-Ṭufaylī; Brital, 1948) és un clergue i polític xiïta libanès. Va ser cofundador de Hezbol·là el 1982 i en va ser el seu primer secretari general des de 1989 fins a 1991. Va aconseguir un seguiment popular entre la comunitat xiïta libanesa, que el considerava l'erudit xiïta més important de la vall de la Bekaa.
Al-Tufayli és un islamista xiïta crític amb l'Iran i l'actual lideratge de Hezbol·là. La separació de Tufayli amb Hezbol·là va sorgir durant la dècada de 1990, després de la mort del cofundador Abbas al-Musawi, quan la facció de Hassan Nasral·là, afavorida per l'Iran, va començar a ser-hi dominant. Després d'enfrontaments violents entre els seguidors de Tufayli i els membres de Hezbol·là, va ser-ne expulsat el 1998.
Des de llavors, el clergue ha estat actiu com a ferm opositor a Hezbol·là i l'Iran; i ha instat als seus seguidors a oposar-se a l'hegemonia iraniana al Líban.

## Després de Hezbol·là
El gener de 1998, al-Tufayli i el diputat Khadr Tulays van ser expulsats de Hezbol·là. Una setmana més tard, el 30 de gener, al-Tufayli i un grup d'homes armats van prendre el control d'una escola a Baalbek on es reunien els funcionaris de Hezbol·là. Va seguir un tiroteig de dues hores amb l'exèrcit libanès que va deixar diversos morts. Hi va haver a més una cinquantena de víctimes civils, inclosa una dona. Al-Tufayli i uns 30 homes armats van aconseguir escapar al seu poble natal, Brital. Posteriorment, la seva oficina a Beirut i l'emissora de ràdio La Voix de la Résistance van ser tancades, però al-Tufayli no va ser detingut.
Va crear un grup escindit de Hezbol·là amb un to anticorrupció més populista.
El febrer de 2013, al-Tufayli va recriminar a Hezbol·là l'haver lluitat en nom del govern sirià a la Guerra Civil siriana. Va afirmar que «Hezbol·là no hauria de defensar un règim criminal que mata el seu propi poble i que mai no ha disparat un sol tret per defensar els palestins». Al-Tufayli va afegir: «els combatents de Hezbol·là que estan matant nens, aterrant persones i destruint cases a Síria aniran a l'infern».
Més recentment, al-Tufayli va dir que Hassan Nasral·là estava implementant el programa del líder suprem de la República Islàmica de l'Iran, Ali Khamenei. També va afirmar que ISIS va ser creat pels governs iranià i sirià amb l'ajuda de Rússia.